# ウルビーノ
ウルビーノ（伊: Urbino ( 音声ファイル)）は、イタリア共和国マルケ州北西部にある都市で、その周辺地域を含む人口約14,000人の基礎自治体（コムーネ）。ペーザロ・エ・ウルビーノ県の県都のひとつである。
山間部の小都市であるが、多くの文化遺産を擁する芸術の街として知られる。街は2つの丘にまたがって広がっており、起伏のある道を歩きながらルネサンス期の建物をみることができる。中世にはウルビーノ公国の首府であり、ルネサンス期にモンテフェルトロ家の下で最盛期を迎えた。ラファエロはこの都市の出身である。「ウルビーノ歴史地区」は1998年にユネスコの世界遺産（文化遺産）に登録されている。

## 地理

### 位置・広がり
ペーザロ・エ・ウルビーノ県北西部の内陸に位置するコムーネで、ペーザロとともに県都とされている。ウルビーノの市街は、サンマリノ市の南南東28km、ペーザロの南西31km、ペルージャの北北東約71km、州都アンコーナの西72km、フィレンツェの東111kmにある。

### 隣接コムーネ
隣接するコムーネは以下の通り。RNはリミニ県所属を示す。
| - アックアラーニャ - フェルミニャーノ - フォッソンブローネ - イーゾラ・デル・ピアーノ - ルナーノ - モンダイーノ (RN) - モンテカルヴォ・イン・フォーリア - モンテフェルチーノ - モンテラッバーテ | - ペーリオ - ペーザロ - ペトリアーノ - ピアンディメレート - サンタンジェロ・イン・ヴァード - サッソコルヴァーロ・アウディトーレ (アウディトーレ, サッソコルヴァーロ) - タヴォレート - ウルバーニア - ヴァッレフォリア |

### 気候分類・地震分類
ウルビーノにおけるイタリアの気候分類 (it) および度日は、zona E, 2545 GGである。
また、イタリアの地震リスク階級 (it) では、zona 2 (sismicità media) に分類される。

## 歴史
ローマの目立たない都市 ウルウィヌム・マタウレンセ（マタウルス川沿いの小都市、の意）が重要な戦略上の要地となったのは6世紀のゴートとの戦争においてであった。538年に街はゴートから東ローマ帝国の将軍ベリサリウスに取り戻された。このことはしばしばビザンチンの歴史家プロコピウスによって述べられる。ピピンがウルビーノを教皇領として献呈したにもかかわらず、1200年頃までコムーネは独立自治の伝統を表明していた。1200年頃、街はモンテフェルトロ近くの貴族の所有に帰した。これらの貴族は直接ウルビーノを支配しようとはしなかったが、市民が彼らを podestà (potestas, 権力の意味)に推挙するように圧力を掛けられた。その例は1213年のボンコンテ・ディ・モンテフェルトロに窺える。その結果、ウルビーノ市民は反乱を起こし、他の自治都市と同盟し、1234年には再び市の支配権を回復した。ゲルフ（教皇派）とギベリン（皇帝派）の争いにおいては、ホーエンシュタウフェン家の皇帝や教皇と同盟するよりは、個々の家族や都市と同盟することが多かった。13世紀から14世紀にかけては、ウルビーノのモンテフェルトロ家の領主たちは、マルケとロマーニャにおけるギベリン党の指導者であった。

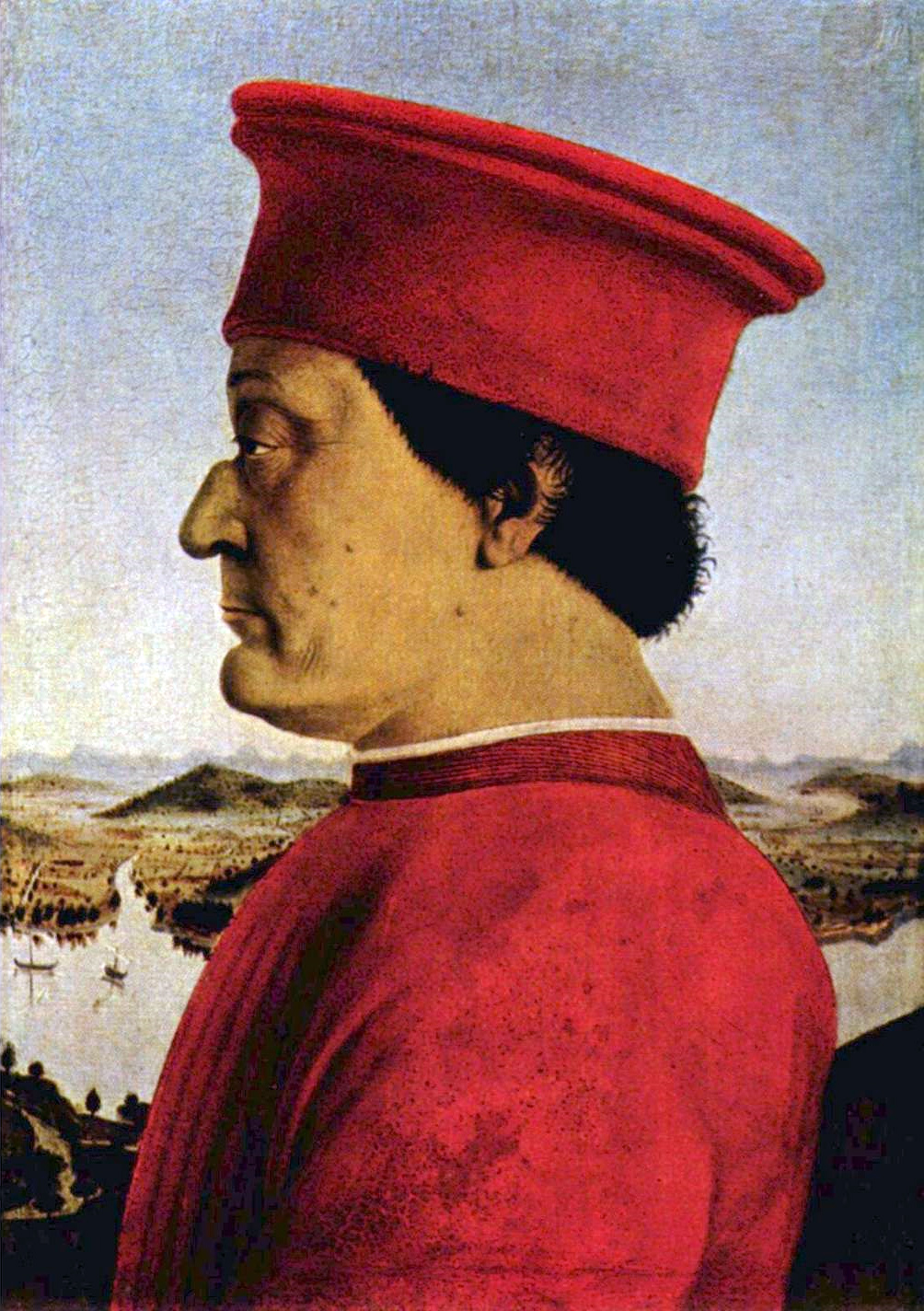
フェデリーコの肖像（ピエロ・デッラ・フランチェスカ作）

モンテフェルトロ家でもっとも有名なのは、1444年から1482年に在位したフェデリーコ・ダ・モンテフェルトロである。傑出した傭兵隊長であったフェデリーコは、外交に長け、また熱烈な芸術と文芸の保護者であった。フェデリーコの宮廷ではピエロ・デラ・フランチェスカが遠近法の技法について書き、フランチェスコ・マルティーニが『建築論』(Trattato d'architettura)を著した。またラファエロ・サンティの父ジョヴァンニ・サンティが文人として活躍した。フェデリーコの死後は息子のグイドバルド・ダ・モンテフェルトロが跡を継ぐ。
チェーザレ・ボルジャは教皇領を回復するためウルビーノを攻撃し、グイドバルドと妃のエリザベッタ・ゴンザーガは亡命するが、チェーザレの失脚後、ユリウス2世の支援を受けてグイドバルドが復帰する。再びウルビーノの宮廷文化が栄える。この時期のウルビーノの宮廷はカスティリオーネ（1478-1529年）『宮廷人』に描写され、宮廷人の理想像として伝えられた。この書はイギリスなどで紳士の理想像とも解釈され、第1次世界大戦のころまでヨーロッパに影響を及ぼした。
グイドバルドの死後は養子のフランチェスコ・マリーア（ユリウス2世の一族デッラ・ローヴェレ家出身）が跡を継ぐ。メディチ家出身の教皇レオ10世はウルビーノを攻撃し、教皇の甥・ロレンツォ（ロレンツォ2世・デ・メディチ）をウルビーノ公にする。1519年にロレンツォが早世し、レオ10世も1521年に急逝したため、フランチェスコが復帰し、ウルビーノは教皇領の中のデッラ・ローヴェレ家の所領として残ることになった。
1626年ウルバヌス8世はウルビーノ公爵領を教皇領に組み入れた。後継ぎを暗殺されたデッラ・ローヴェレは隠棲するに当り領地を教皇への贈り物としたのである。ウルビーノはウルビーノ大司教の統治するところとなった。1657年、ウルビーノの図書館の蔵書はローマへ移され、バチカン図書館に加えられた。以後のウルビーノの歴史は教皇領の歴史の一部となったが、1860年にサルデーニャ王国に併合され、1861年以後は、イタリア王国を経てイタリア共和国の歴史の一部となる。

## 行政

### 分離集落
ウルビーノには、以下の分離集落（フラツィオーネ）がある。
- Urbino, Canavaccio, Ca' Mazzasette, Cavallino, Pieve di Cagna, La Torre, Trasanni, Schieti, Forcuini, La Marcella, Pozzuolo, Paganico, Coldelce, Repuglie, Scotaneto

## 観光
旧市街は山間にあり、城壁で囲まれた小さな街である。ボローニャとアンコーナを結ぶ幹線上の街ペーザロからバスに乗り約1時間で着く。
ドゥカーレ宮殿
1444年フェデリーコ公が建て始めた宮殿。現在は国立マルケ美術館として一般公開されており、この街が生んだラファエロの「黙っている女」、ピエロ・デラ・フランチェスカの「セニガリアの聖母」「キリストの鞭刑」など、ルネッサンス絵画の傑作を鑑賞することができる。地下には昔の台所や公爵の風呂跡もある。目を見張るほど美しい中庭もある。
ラファエロの生家 (it:Casa Santi)
ラファエロが14歳まで過ごした。フレスコ画の代表作「聖母子像」がある。位置：北緯43度43分37.9秒 東経12度38分7.1秒 / 北緯43.727194度 東経12.635306度
サン・ジョヴァンニ礼拝堂
「十字架磔刑図」や「聖ジョヴァンニの生涯」などサリンベーニ兄弟の後期ゴシック様式のフレスコ画で有名。

### 登録基準
この世界遺産は世界遺産登録基準のうち、以下の条件を満たし、登録された（以下の基準は世界遺産センター公表の登録基準からの翻訳、引用である）。
- (2) ある期間を通じてまたはある文化圏において、建築、技術、記念碑的芸術、都市計画、景観デザインの発展に関し、人類の価値の重要な交流を示すもの。
- (4) 人類の歴史上重要な時代を例証する建築様式、建築物群、技術の集積または景観の優れた例。

## 人物

### 著名な出身者
- ラファエロ・サンティ - ルネサンス期の画家[7]。
- フェデリコ・コマンディーノ  - 人文主義者、数学者。
- クレメンス11世 - ローマ教皇（在位：1700年 - 1721年）。
- クロリンダ・コッラーディ  - オペラ歌手。
- パオロ・ヴォルポーニ - 20世紀の詩人・小説家。
- バレンティーノ・ロッシ - オートバイレーサー。
- ラファエル・グアラッツィ - ピアニスト、歌手。

## 姉妹都市
- ブロワ、フランス